# Книппер-Чехова, Ольга Леонардовна
О́льга Леона́рдовна Кни́ппер, с 1901 года Че́хова (9 (21) сентября 1868, Глазов, Российская империя — 22 марта 1959, Москва, СССР) — русская и советская актриса, служившая в МХАТе; народная артистка СССР (1937). Жена писателя Антона Павловича Чехова.

## Биография
Родилась в семье инженера-технолога Леонарда Августовича (немца по национальности) и его жены Анны Ивановны, урождённой Зальца (профессор по классу вокала). Согласно большинству советских источников, она появилась на свет в Глазове Глазовского уезда Вятской губернии Российской империи (ныне республика Удмуртия России), однако сама актриса писала, что родилась «недалеко от Глазова», и современные исследователи полагают, что местом рождения было село Кокман (ныне Красногорский район), где её отец в то время работал управляющим Кокманского винокуренного завода. В 1871 году семья переехала в Москву.
Окончила частную женскую гимназию, и, по её словам, «жила барышней» довольно длительное время. Отец запрещал ей заниматься театром, мечтая, чтобы дочь стала художницей или переводчицей. После его внезапной смерти ей пришлось давать уроки музыки, чтобы заработать. «Это было время большой внутренней переработки, из „барышни“ я превращалась в свободного, зарабатывающего на свою жизнь человека, впервые увидавшего эту жизнь во всей её пестроте».

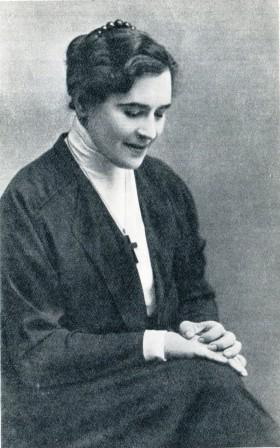
В роли Маши из "Трёх сестёр"

В 1885 году восемнадцатилетняя Ольга познакомилась с братом своей подруги, молодым, но уже достаточно известным инженером Владимиром Шуховым. Их роман продолжался более двух лет, однако из-за того, что Ольга не нравилась матери Шухова, брак, в котором были уверены все родственники, так и не состоялся.
Участвовала в любительских спектаклях. Поначалу пыталась поступить в студию к Александру Ленскому, известному актёру Малого театра, но тот не разглядел таланта молодой ученицы и не принял в свой класс. В 1895 году была принята в Московское императорское театральное училище, однако была отчислена, когда понадобилось освободить место для родственницы одной из актрис Малого театра.
В том же году поступила в Музыкально-драматическое училище Московского филармонического общества на трёхгодичные драматические классы под руководством Владимира Немировича-Данченко, который стал её любовником. В 1898 году по окончании училища сразу же была принята в только что созданную труппу Московского художественного театра и вскоре стала партнёршей Константина Станиславского. Её дебютным спектаклем был «Царь Фёдор Иоаннович», в котором она исполнила роль царицы Ирины.

### Отношения с Чеховым

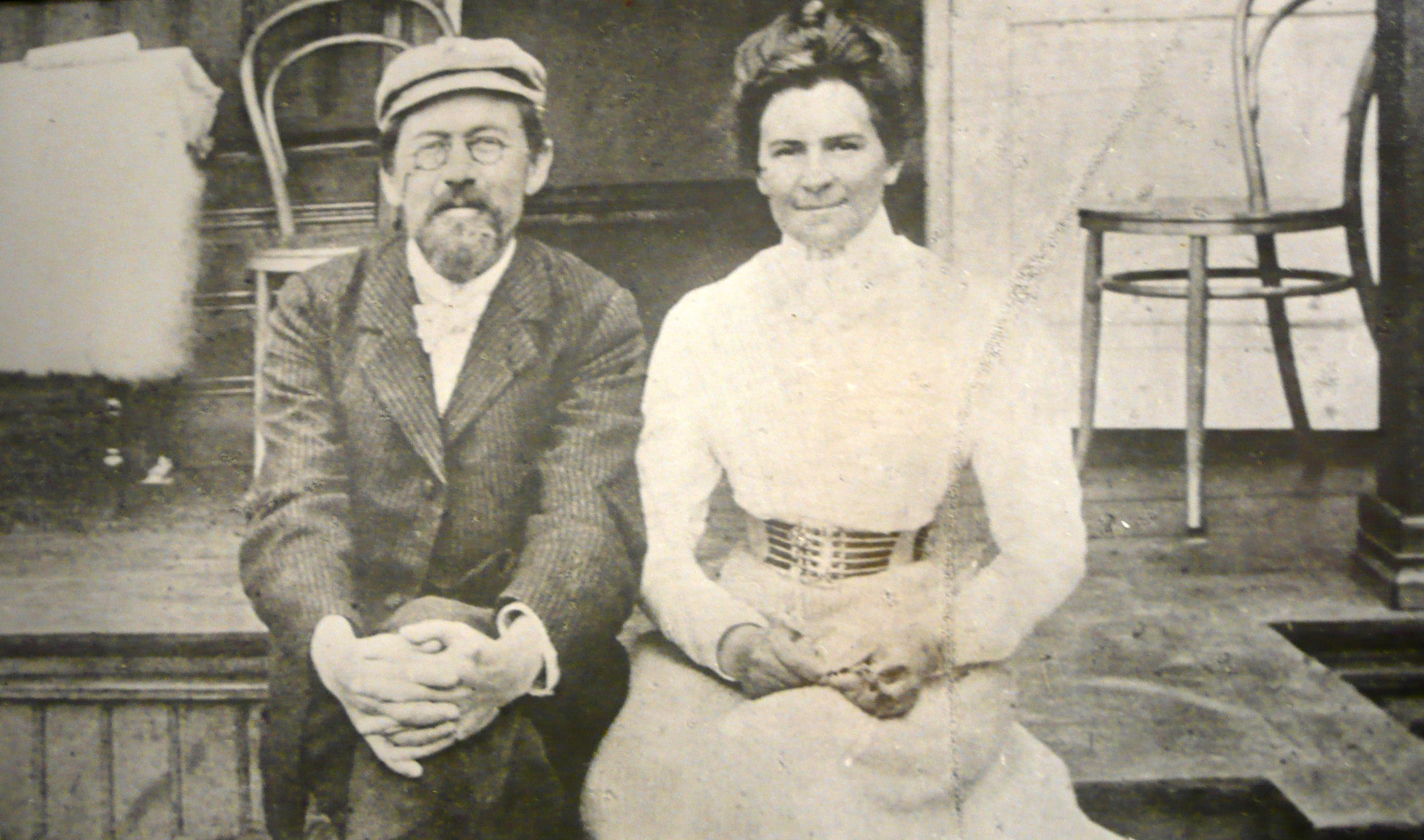
Чехов с Ольгой Книппер (1901)

Первые встречи Ольги Книппер с Антоном Чеховым проходили на репетициях спектаклей «Чайка» и «Царь Фёдор Иоаннович» (9, 11 и 14 сентября 1898 года). После этих встреч Чехов писал: «Ирина, по-моему, великолепна. Голос, благородство, задушевность — так хорошо, что даже в горле чешется… лучше всех Ирина. Если бы я остался в Москве, то влюбился бы в эту Ирину».
Ольга Книппер вспоминала об этих встречах: «…с той встречи начал медленно затягиваться тонкий и сложный узел моей жизни». Чехов не смог увидеть триумф постановки «Чайки» в Художественном театре, но все, кто писал ему в Ялту об этом, отмечали роль Аркадиной, которую исполнила Книппер.
С лета 1899 года между ними началась длительная переписка, продолжавшаяся с перерывами до весны 1904 года. Известно о 443 письмах от Чехова к Книппер и более чем о 400 письмах от Книппер к Чехову. Переписка отражает последние годы жизни писателя. Даже после его смерти Ольга Леонардовна на протяжении нескольких лет продолжала писать письма, обращённые к мужу, и в общей сложности сохранилось более тысячи писем.
Весной 1900 года МХТ приехал со своими первыми гастролями в Крым, где тогда жил Чехов. Ольга поселилась в его доме, и с тех пор пара больше не скрывала своей близости. Они провели вместе шесть недель в Ялте, а затем в Москве, после чего в обществе поползли слухи о предстоящей свадьбе.
25 мая (7 июня) 1901 года Антон Павлович и Ольга Леонардовна обвенчались. Медовый месяц молодожёны провели в Башкирии, где лечился Чехов, в Андреевском туберкулёзном санатории в селе Аксёново. В том же году Книппер забеременела, но у неё случился выкидыш. В марте 1902 года она, вновь беременная, упала в открытый люк с высоты нескольких метров во время выступления в Петербурге, и после операции (которую провёл Д. О. Отт) и долгой болезни больше не могла иметь детей. Как доказал Д. Рейфилд, речь шла о внематочной беременности и, значит, Книппер забеременела в конце января, когда её отделяло от мужа расстояние в 1000 км. По мнению Рейфилда, отцом ребёнка был не Александр Вишневский (которого Книппер часто упоминала в переписке с мужем), а Немирович-Данченко, так как к нему отношения Чехова заметно ухудшились.
В январе 1904 года состоялась премьера «Вишнёвого сада», где Книппер исполнила роль Раневской — самую любимую свою роль, которую она играла почти до конца своей сценической жизни. Брак продолжался до смерти Чехова 2 (15) июля того же года. По завещанию она получила «дачу в Гурзуфе и пять тысяч рублей». По мнению хранительницы Ялтинского дома Чехова:
Мария Павловна написала, что брак был счастлив. И она права. Чехов говорил, что ему нужна такая жена, которая бы, как луна, на его небосклоне являлась не каждый день. Такой женой и была актриса Московского художественного театра Ольга Леонардовна Книппер. Она любила Чехова и в отличие от его родных готова была бросить все и переехать из столицы к больному мужу в провинциальную Ялту. Но тот сам её остановил, написав, что они — идеальные супруги, ибо не мешают друг другу заниматься любимым делом. И умер он у неё на руках на немецком курорте Баденвейлер, куда приехал после Ялты в 1904 году.

### Дальнейшая карьера
В 1919—1922 годах была в составе качаловской группы, с которой гастролировала по югу России. Во время выступлений в Болгарии дела шли неважно, и кто-то посоветовал Василию Качалову добавить к фамилии Книппер на афишах приставку «Чехова», что привлекло публику; с тех пор фамилия Книппер-Чехова закрепилась за актрисой. Она принимала участие и в двухгодичной общей поездке МХАТ по Европе и США.
По возвращении на Родину продолжила служить во МХАТе. Помимо своих прежних ролей, она играла Василису в «На дне», Живоедову в «Смерти Пазухина», Турусину в «На всякого мудреца довольно простоты», Дарью Ивановну в «Провинциалке», Гортензию в «Хозяйке гостиницы».
Будучи уже немолодой, Книппер-Чехова сошлась с драматургом Николаем Волковым, который был моложе её на 30 лет, однако замужем больше не была.
Последнюю роль сыграла 15 марта 1950 года в пьесе «Воскресение» по роману Льва Толстого. Свои поздние годы она прожила в одиночестве, постепенно слепла. На сцену последний раз вышла 22 октября 1958 года, когда отмечали её 90-летний юбилей.

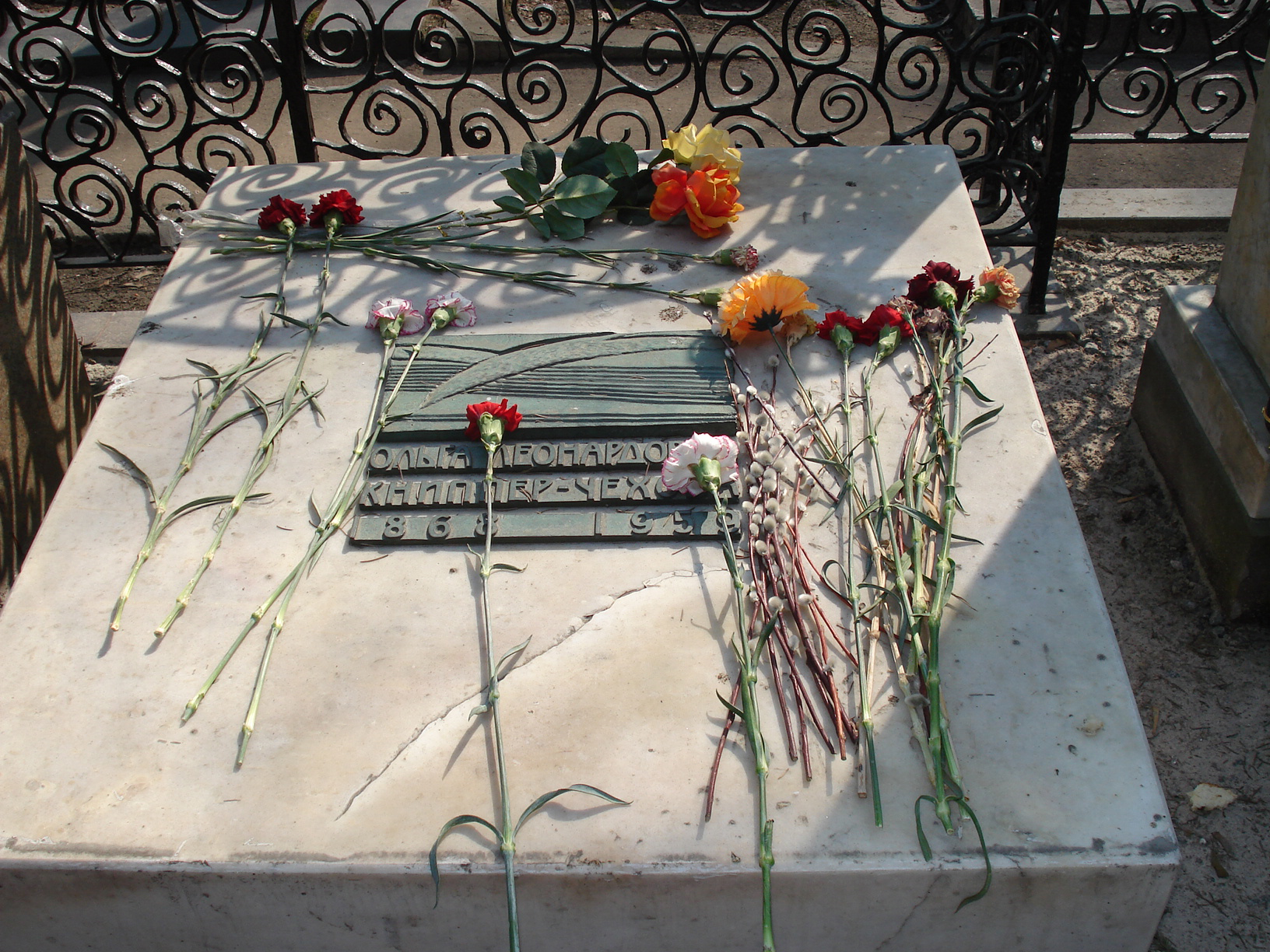
Могила на Новодевичьем кладбище Москвы

Скончалась 22 марта 1959 года на 91-м году жизни в Москве. Похоронена рядом с мужем на Новодевичьем кладбище (участок № 2).

### Семья
- Отец — Леонард Августович Книппер (1838—1894), уроженец Вены, «по происхождению эльзасский немец», по матери имел венгерские корни[5]. Был инженером-технологом. В 1864 году отправился работать на винокуренный завод в село Кокман Глазовского уезда Российской империи.
- Мать — Анна Ивановна Книппер (урождённая Зальца) (1850—1919). Камерная певица и музыкальный педагог, профессор Московского филармонического училища.
- Старший брат — Константин Леонардович Книппер (1866 — 06.01.1924), инженер-путеец, похоронен на Новодевичьем кладбище[16].
- Младший брат — Владимир Леонардович Нардов (1876—1942), оперный певец и режиссёр оперного театра, заслуженный артист РСФСР (1933).
- Племянники:
  - Ада Константиновна Книппер, учитель русского языка.
  - Лев Константинович Книппер (1898—1974), композитор, народный артист РСФСР (1974).
  - Ольга Константиновна Чехова (урождённая Книппер) (1897—1980), русская и немецкая актриса театра и кино.
  - Владимир Владимирович Книппер (1924—1996), журналист, мемуарист, руководитель молодёжных театров.
- Муж (с 1901 года) — Антон Павлович Чехов (1860—1904), русский писатель и драматург.

## Работы в театре

### Роли «чеховских» женщин
Ольга Книппер-Чехова — первая из всех актрис, сумевшая чётко и ярко передать образ чеховских женщин. Обладая своей неповторимой индивидуальностью и особой, аристократической манерой игры, актриса исполняла ведущие роли во всех основных пьесах Чехова:
- «Чайка» (1898, Аркадина)
- «Дядя Ваня» (1899, Елена Андреевна)
- «Три сестры» (1901, Маша)
- «Иванов» (1901, Сарра)
- «Вишнёвый сад» (1904, Раневская).

### Другие роли
- Нерисса («Венецианский купец», У. Шекспира, 1898)
- Мирандолина («Трактирщица», К. Гольдони, 1898)
- Виола («Двенадцатая ночь», У. Шекспира, 1899)
- Анна Маар («Одинокие» Г. Гауптмана, 1899)
- Майа («Когда мы, мёртвые, пробуждаемся» Г. Ибсена, 1900)
- Лель («Снегурочка» А. Н. Островского, 1900)
- Широкова («В мечтах» Вл. И. Немировича-Данченко, 1901)
- Елена Кривцова («Мещане» М. Горького, 1902)
- Настя («На дне» М. Горького, 1902)
- Лона («Столпы общества» Г. Ибсена, 1903)
- Мелания («Дети солнца» М. Горького, 1905)
- Регина («Привидения» Г. Ибсена, 1905)
- Графиня-внучка Хрюмина («Горе от ума» А. С. Грибоедова, 1906)
- Терезита («Драма жизни» К. Гамсуна, 1907)
- Ребекка («Росмерсхольм» Г. Ибсена, 1908)
- Анна Андреевна («Ревизор» Н. В. Гоголя, 1908)
- Ночь («Синяя птица» М. Метерлинка, 1908)
- Наталья Петровна («Месяц в деревне» И. С. Тургенева, 1909)
- фру Юлиана Гиле («У жизни в лапах» К. Гамсуна, 1911)
- Гертруда («Гамлет», У. Шекспира, 1911)
- Либанова («Где тонко, там и рвётся» И. С. Тургенева, 1912)
- Белина («Мнимый больной» Мольера, 1913)
- Варвара («Осенние скрипки» И. Д. Сургучёва, 1915)

В советское время сыграла такие роли, как:
- Живоедова («Смерть Пазухина» М. Е. Салтыкова-Щедрина, 1924)
- Мамаева и Турусина («На всякого мудреца довольно простоты» А. Н. Островского, 1924)
- Хлёстова («Горе от ума» А. С. Грибоедова, 1925 и 1938)
- графиня де Линьер («Сёстры Жерар» В. З. Масса, 1927)
- Надежда Львовна («Бронепоезд 14-69» Вс. В. Иванова, 1927)
- Мария Александровна Москалёва («Дядюшкин сон» по Ф. М. Достоевскому, 1929)
- графиня Чарская («Воскресение» по Л. Н. Толстому, 1930)
- Полина Бардина («Враги» М. Горького, 1935)
- графиня Вронская («Анна Каренина» по Л. Н. Толстому, 1937)
- госпожа Пернель («Тартюф» Мольера, 1940)
- Забелина («Кремлёвские куранты» Н. Ф. Погодина, 1943)
- миссис Маркби («Идеальный муж» О. Уайльда, 1945).

## Фильмография

#### Роли
- 1927 — Солистка его величества — мать Зубова
- 1928 — Пленники моря — жена Ивана Лера
- 1930 — Завтра ночью — мать Сергея

#### Участие в фильмах
- 1946 — Мастера сцены (документальный)
- 1958 — Искусство большой правды (документальный)

#### Архивные кадры
- 1975 — О нашем театре (документальный)
- 2004 — Смерть Таирова
- 2010 — Доктор Чехов. Рецепт бессмертия (документальный)

## Награды и звания
Государственные награды:
Почётные звания и премии:
- Заслуженный артист государственных академических театров (октябрь 1923)[17]
- Народная артистка Республики (1928)
- Народная артистка СССР (03.05.1937)
- Сталинская премия первой степени (1943) — за многолетние выдающиеся заслуги[18]

Ордена и медали:
- Два ордена Ленина (26.10.1938 — в связи с 40-летием МХАТ СССР им. М. Горького, 26.10.1948)
- Два ордена Трудового Красного Знамени (03.05.1937 — за выдающиеся заслуги в деле развития русского театрального искусства, 1945)
- Медаль «В память 800-летия Москвы» ([источник не указан 1565 дней])
- Медаль «За доблестный труд в Великой Отечественной войне 1941—1945 гг.» ([источник не указан 1565 дней])

## Память

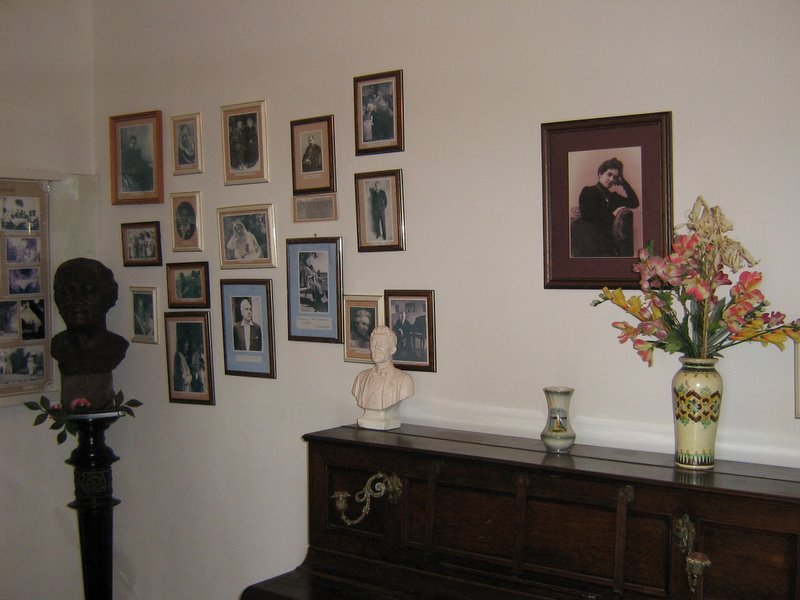
Экспозиция музея в Гурзуфе, на стене портрет хозяйки дачи.

В архивах ЦТ сохранилась запись съёмки с 50-летнего юбилея МХАТ, где Иван Козловский и Сергей Лемешев дуэтом исполняют арию «Я люблю вас, Ольга» из оперы «Евгений Онегин», дополненной и перефразированной в честь Ольги Книппер-Чеховой — единственной из основателей театра, дожившей до юбилея.
В каждом из филиалов Крымского литературно-художественного мемориального музея-заповедника — Доме-музее А. П. Чехова (Ялта) (Белая дача), Музее «Чехов и Крым» на даче Омюр есть тематические экспозиции посвящённые О. Л. Книппер-Чеховой, но наибольшее внимание ей уделено в музее Дача А. П. Чехова и О. Л. Книппер в Гурзуфе (Гурзуф, ул. Чехова, 22). Будучи по смерти Чехова владелицей дачи, она сохранила права на дом и после революции, последний раз бывала в нём в 1953 году.